# Журналы Американского физического общества
Американским физическим обществом издаётся целый ряд журналов, посвящённых физике. Эти журналы отличает высокий импакт-фактор и, как следствие, высокий уровень доверия и уважения в физическом сообществе. Публикация в одном из журналов общества является своеобразным признанием уровня проводимых исследований.

## Серия Physical Review
Исторически первый журнал, издаваемый обществом. Впоследствии вследствие возросшего количества присылаемых статей был разделён на пять самостоятельных журналов:
- Physical Review A посвящён оптике и атомной и молекулярной физике, а также связанным областям физики (в частности, основаниям квантовой механики)[1]
- Physical Review B посвящён физике конденсированного вещества и твёрдого тела, издаётся в двух частях (B1 и B15)[2]
- Physical Review C посвящён ядерной физике[3]
- Physical Review D посвящён физике элементарных частиц, теории поля, гравитации и космологии, издаётся в двух частях (D1 и D15)[4]
- Physical Review E — междисциплинарный журнал, публикующий работы по квантовому и классическому хаосу, статистической физике, гидродинамике, физике жидких кристаллов, физике плазмы, компьютерному моделированию и биофизике[5]

Также к журналам этой серии относятся два бесплатных электронных журнала, посвящённых более узким тематикам:
- Physical Review Accelerators and Beams посвящён физике ускорителей[6]
- Physical Review Physics Education Research посвящён исследованиям в области преподавания и изучения физики[7]

В 2010-х годах к этому семейству были добавлены ещё три специализированных журнала:
- Physical Review X, предназначенный для публикации избранных статей из всех областей физики[8]
- Physical Review Applied, посвящён прикладной физике[9]
- Physical Review Fluids, посвящённый гидродинамике[10]

## Быстрая коммуникация
Для обеспечения как можно более быстрой коммуникации внутри физического сообщества Американским физическим обществом учреждён журнал Physical Review Letters, публикующий короткие (не более 4 страниц) письма о последних результатах. Основной целью при этом является публикация статьи в как можно более короткие сроки.

## Архив
Все журналы Американского физического общества доступны в электронном виде в онлайн-архиве, известном ранее как PROLA.

## Обзорные журналы
С целью ознакомления как можно большего количества физиков с наиболее современным уровнем исследования в различных областях физики Американским физическим обществом издаются журналы с обзорами наиболее интересных направлений исследований:
- Reviews of Modern Physics публикует обзоры, направленные на глубокое обсуждение какого-либо современного направления исследований на уровне, доступном для понимания студентам старших курсов и неспециалистам в данной области[12]
- Physics публикует короткие обзоры, эссе и выжимки из статей, опубликованных в Physical Review и Physical Review Letters за последнюю неделю. Основная цель журнала — обращение внимания физического сообщества на наиболее интересные результаты, полученные в последнее время[13]